# Annone di Brianza
Annone di Brianza är en ort och kommun i provinsen Lecco i regionen Lombardiet i Italien. Kommunen hade 2 303 invånare (2018).